# Te Pito o Te Henua

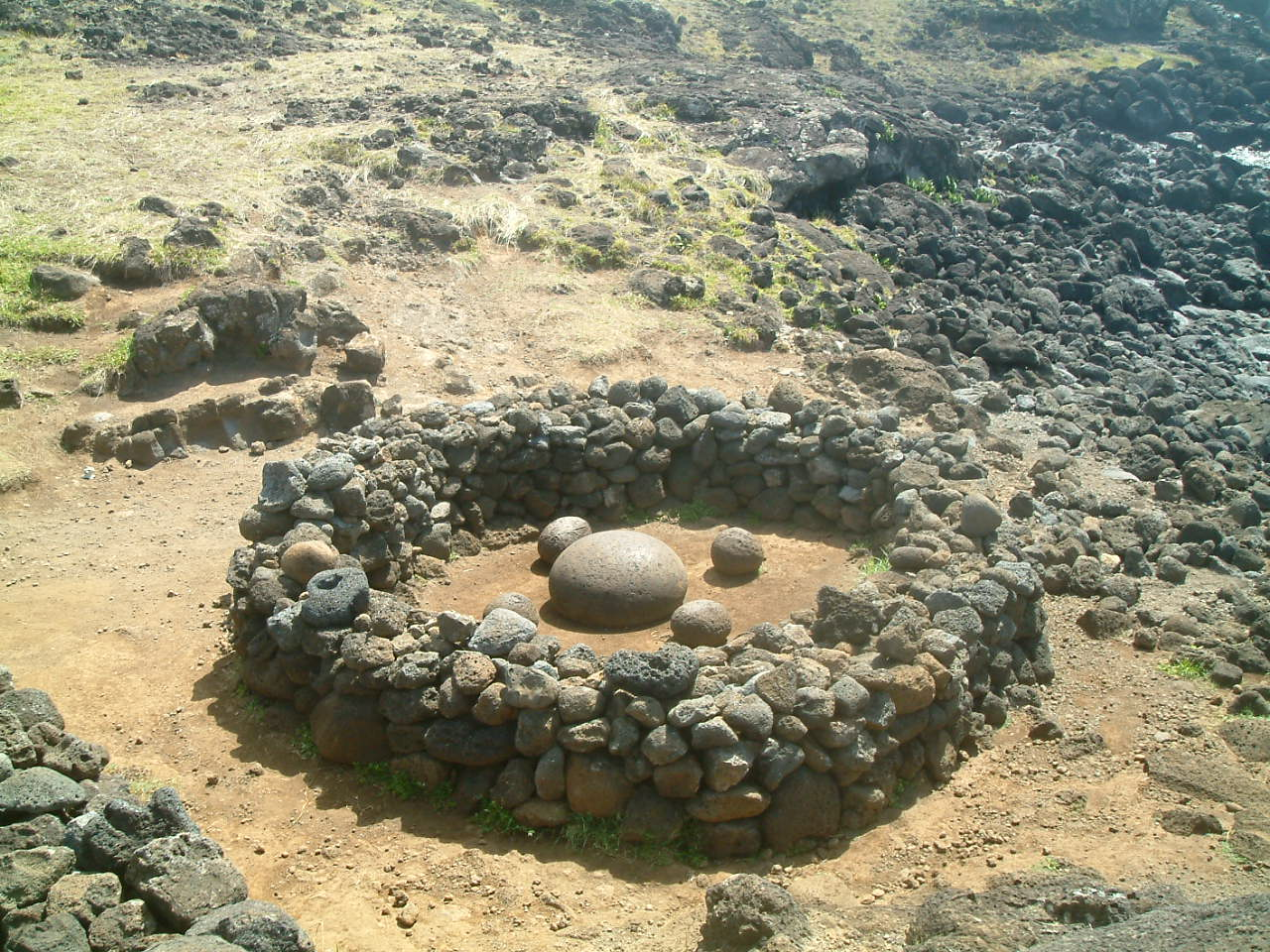
Te Pito o Te Henua

Te Pito o Te Henua, auch Te Pito Te Henua (deutsch: „Der Nabel der Welt“), wird ein großer, runder Basaltstein auf der Osterinsel genannt, der höchstwahrscheinlich natürlichen Ursprungs ist. Er gehörte ursprünglich zum Ahu Te Pito Kura, einem archäologischen Komplex im Nordosten der Osterinsel. Esoteriker messen ihm außergewöhnliche Eigenschaften zu.

## Beschreibung

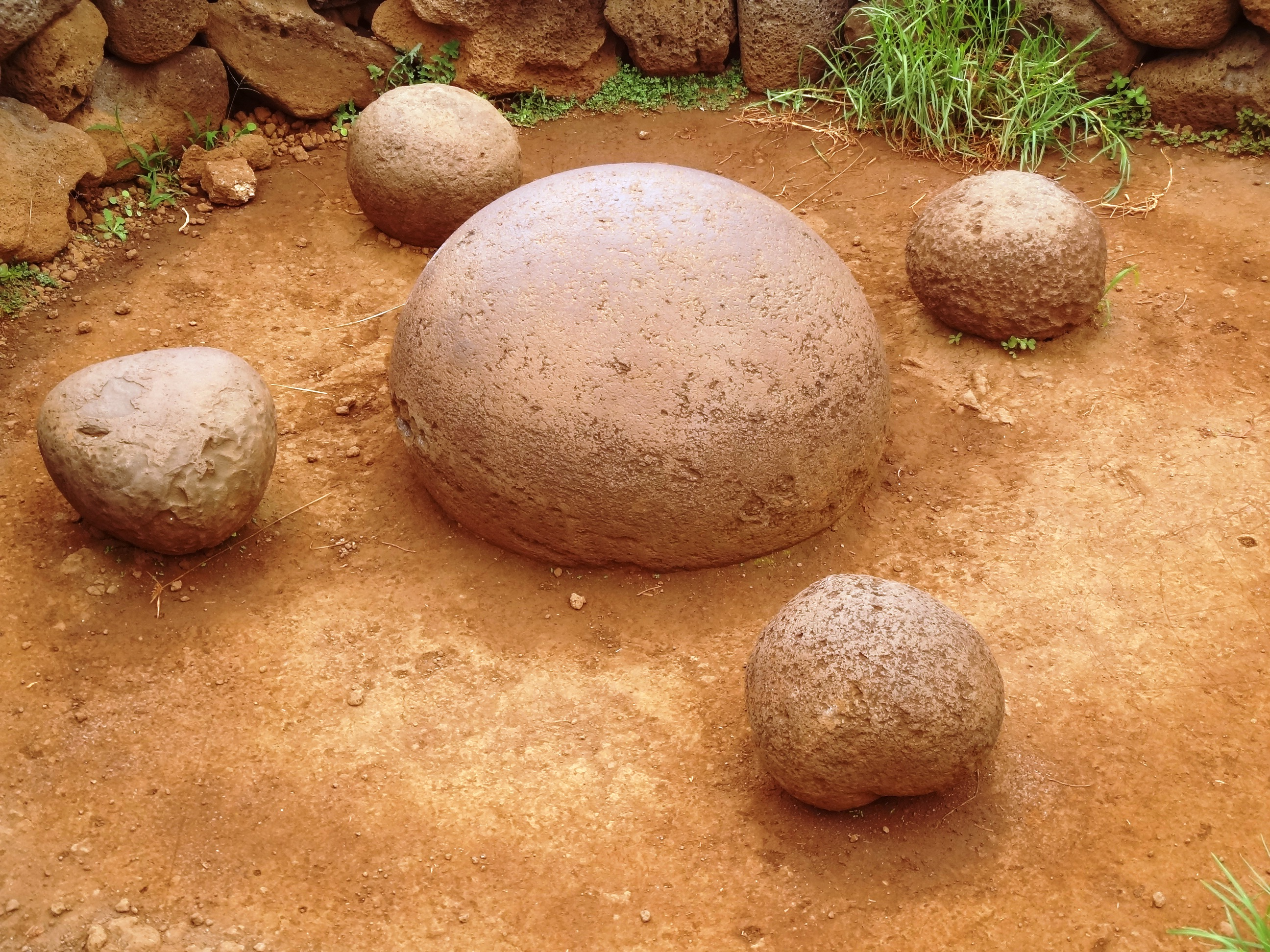

Te Pito o Te Henua ist der Name eines in etwa kugelförmigen, grau-schwarzen Basaltsteines von ca. 75 cm Durchmesser. Er liegt heute in unmittelbarer Nähe des Ahu Te Pito Kura im Nordosten der Osterinsel. Der Stein ist keine perfekt geformte Kugel, sondern eher ein Ellipsoid oder Ovoid. Er ist in der Mitte eines Mauerringes aus wahllos aufgesammelten und locker aufgeschichteten Steinen der Umgebung drapiert, flankiert von vier kleineren Rollkieseln. Die Anlage entspricht in ihrem heutigen Erscheinungsbild nicht der ursprünglichen Fundlage, sondern wurde erst in den 1960er Jahren gestaltet, die Quellenlage über den Stein ist jedoch wesentlich älter.
Der erste bekannte Bericht über die Steinkugel stammt von dem Schiffszahlmeister William J. Thomson. Im Jahr 1886 besuchte die erst ein Jahr zuvor in Dienst gestellte USS Mohican, ein Dampfschiff der U.S. Pacific Squadron unter dem Befehl von Commander Benjamin F. Day, die Osterinsel mit einem Forschungsauftrag der Smithsonian Institution. Die Mohican traf am 18. Dezember 1886 vor der Osterinsel ein und ankerte in der Bucht von Hanga Roa. Das Schiff blieb bis zum 30. Dezember 1886, und vor allem William J. Thomson sowie der Schiffsarzt George Cooke erkundeten die Insel und nahmen an einigen Stellen auch Grabungen vor.
Thompson schreibt über „Plattform Nr. 34“ (gemeint ist der Ahu Te Pito Kura):

„Platform No. 34. – Called "Punahoa". Although in ruins, this has evidently been a structure of some importance; 175 feet long, 8 feet wide, with the central section projecting 6 feet forward of the main line. The facing-stones are from 6 feet to 9 feet in length by 5 feet and 1 foot in thickness. An image lies upon its face on the inboard side, and measures 32 feet long, 10 feet 3 inches wide; length of head, to shoulders, 12 feet and 6 inches. Near this platform we found a peculiar stone nearly buried in the earth. After much digging it proved to be nearly spherical in shape and about 8 feet 4 inches in circumference. The natives called "Petakula", and we could only make out that was a grinding stone of some sort.
Plattform Nr. 34 – „Punahoa“ genannt. Obwohl eine Ruine, war dies offensichtlich ein Bauwerk von einiger Bedeutung gewesen, 53 m lang und 2,5 m breit, wobei der Mittelteil 1,8 m über die Hauptachse hinausragt. Die Verblendsteine sind zwischen 1,8 m bis 2,7 m lang und 1,5 m bis 30 cm dick. Eine Statue liegt an der Innenseite auf dem Gesicht und ist 11 m lang und 3,8 m breit. Länge vom Kopf bis zu den Schultern: 3,8 m. In der Nähe dieser Plattform fanden wir einen seltsamen Stein, der fast in der Erde vergraben war. Nach langem Graben stellte sich heraus, dass er beinahe kugelförmig war mit etwa 2,6 m im Umfang. Die Eingeborenen nannten ihn „Petakula“, und wir konnten nur erkennen, dass es sich um eine Art Schleifstein handelte.“

Der Philologe John Macmillan Brown (* 5. Mai 1845 in Irvine (Schottland); † 18. Januar 1935 in Christchurch), Professor am Canterbury College in Neuseeland, widmete sich nach seiner Emeritierung der Erforschung der pazifischen Region und schrieb mehrere Bücher über die Flora, Geschichte, Kunst und Anthropologie Ozeaniens. In seinem Hauptwerk The Riddle of the Pacific (Das Rätsel des Pazifiks) über die Kultur der Osterinsel, erschienen 1924, erwähnt er auch den Stein. Er nennt ihn „Te Pito Kura“ und beschreibt ihn als sorgfältig bearbeitete Steinkugel mit einem Durchmesser von 30 Inches (76 Zentimetern).
Auch der Ethnologe Alfred Métraux erwähnt den Stein und bezeichnet „Te-Pito-te-Henua“ als den überlieferten Namen. Er meint, er könne im vagen Zusammenhang mit dem Durchtrennen des Nabelstranges von Ava rei Pua, Hotu Matuas Schwester, und ihrem kurz nach der Ankunft auf der Insel neugeborenen ältesten Sohn stehen (→ siehe die Legende von Hotu Matua).:35
Eine genauere archäologische Untersuchung des Fundortes unternahm der Anthropologe Carlyle Shreeve Smith (* 8. März 1915 in Great Neck (New York); † 13. Dezember 1993 in Kansas City) von der Columbia University im Rahmen der „Norwegischen Archäologischen Expedition zur Osterinsel und in den Ostpazifik“ von Thor Heyerdahl in den Jahren 1955/56. Er hat die Steinkugel vermessen, der Umfang beträgt 2,53 m und der Durchmesser 75 cm.

„At the extreme southwest corner of the west wing, between the mantle of loose stones and the pavement, is the stone from which the present name of the ahu is derived, Te-pito-te-kura, “the navel of the light”. Tradition says that Hotu Matua brought the stone to Easter Island from Hiva in one of his canoes, and that it symbolizes the island which is sometimes called in Rapanui Te-pito-o-te-henua, “the navel of the world”. Megascopic examination does not reveal any characteristics that are different from the usual water-worn stones found on the beach. It is an oblate spheroid of dense crystalline volcanic rock, predominantly gray in color but with some tones grading into black. The stone appears to owe its shape to natural causes, but some smoothing by man is possible.
An der äußersten südwestlichen Ecke des Westflügels, zwischen dem Mantel aus losen Steinen und dem Pflaster, befindet sich der Stein, von dem der heutige Name des Ahu [Te Pito Kura] abgeleitet ist: Te-pito-te-kura, „der Nabel des Lichts“. Die Überlieferung besagt, dass Hotu Matua den Stein in einem seiner Kanus von Hiva auf die Osterinsel brachte und dass er die Insel symbolisiert, die in Rapanui manchmal Te-pito-o-te-henua, „Der Nabel der Welt“, genannt wird. Die Untersuchung mit unbewaffnetem Auge zeigt keine Merkmale, die sich von den üblichen, vom Wasser verschlissenen Steinen am Strand unterscheiden. Es handelt sich um einen abgeflachten Sphäroid aus dichtem, kristallinem Vulkangestein, dessen Farbe überwiegend grau ist, wobei einige Töne ins Schwarze übergehen. Der Stein scheint seine Form natürlichen Ursachen zu verdanken, eine gewisse Glättung durch den Menschen ist jedoch möglich.“

## Ahu Te Pito Kura

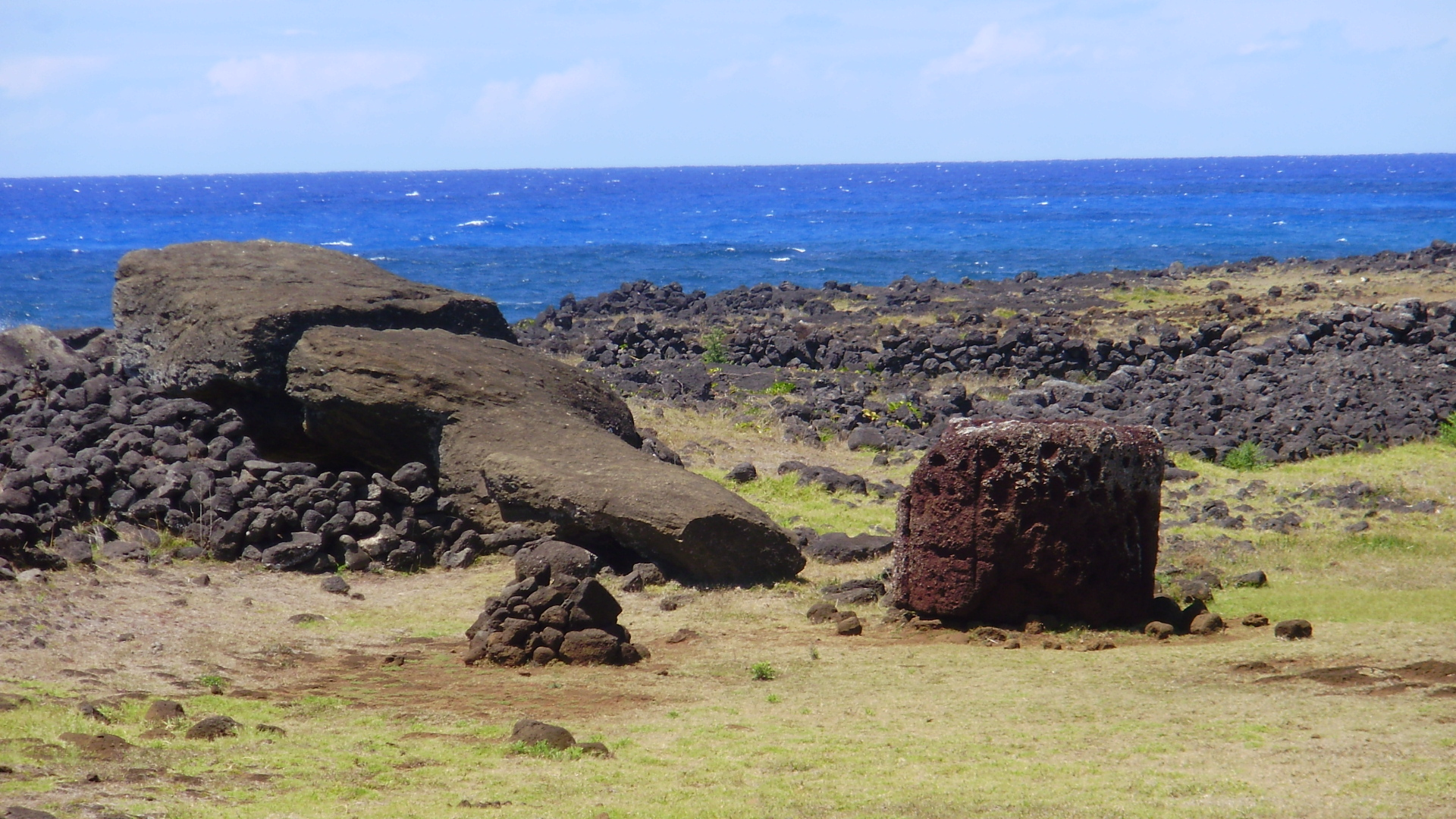
Ahu Te Pito Kura mit Moai „Paro“

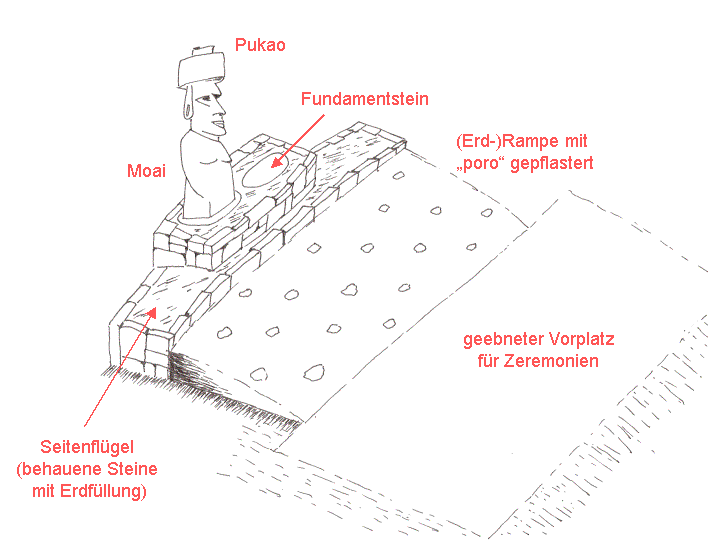
Idealtypische Zeremonialplattform der Osterinselkultur

Der Ahu Te Pito Kura, auch Te Pito Te Kura, ist eine der Zeremonialstätten (Ahu) der Osterinsel an der La Perouse Bay im Nordosten. Sie besteht aus einer steinernen Plattform mit rechts und links angesetzten Seitenflügeln aus runden und irregulär runden Rollkieseln. Die Plattform trug einst eine 9,80 m hohe Statue mit dem Namen „Paro“, die größte, die jemals auf der Osterinsel aufgerichtet wurde.:307 Sie ist heute umgestürzt und in zwei Teile zerbrochen. Wahrscheinlich gehörte die Steinkugel ursprünglich zum westlichen, heute weitgehend zerstörten Seitenflügel des Ahu. Ob sie eine besondere Bedeutung hatte oder lediglich einer der zahlreichen Rollkiesel war, aus denen die Seitenflügel bestanden, ist nicht bekannt.

## Name
Gelegentlich wird die Bezeichnung „Te pito henua“ oder „Te pito o te henua“ als tradierter Name für die gesamte Osterinsel genannt.:34. Der Amerikaner William Thomson, der die Insel 1886 besuchte, erfuhr, das sei eine Wortschöpfung des Stammvaters Hotu Matua, der sie bei der Landung am Strand von Anakena so getauft habe. Als Übersetzung gab Thomson an: „Nabel der Welt“. Sein Schiffsarzt Cooke übersetzte ihn als „Das Land in der Mitte des Ozeans“. Nach dem Wörterbuch von Pater Sebastian Englert bedeutet pito sowohl „Nabel, Nabelschnur“ als auch „Zentrum, Mitte“ und henua „Erde, Welt, Land“, aber auch „Plazenta“. Man könnte „Te pito henua“ als „Zentrum der Welt“ übersetzen, den Namen aber auch als assoziiert mit dem Geburtsvorgang der Welt interpretieren.
William J. Thomson erwähnt in seinem Bericht eine Legende der Rapanui über die Namensgebung der Osterinsel:

„The island is known to the natives as "Te Pito te Henua," the literal interpretation of the words signifying the "navel and uterus." This singular name was given to the land, according to the ancient traditions, by Hotu Metua immediately after its discovery, and has been handed down through succeeding generations unchanged. To the simple-minded Polynesian this name is suggestive, appropriate, and beautiful. The child of nature recognizing the volcanic origin of the island can see in the great volcano, Rana Roraka, a resemblance to the human "te pito" in relation to its shape and gently sloping sides surrounding the shallow crater. The same association of ideas would picture the majestic volcano, Rana Kao, at the southwest end, as "te henua," in whose womb was conceived the embryo and whose vitals brought forth the rocks and earth from which the island was formed.
Die Insel ist bei den Einheimischen als „Te Pito te Henua“ bekannt, die wörtliche Übersetzung der Wörter, die „Nabel und Gebärmutter“ bedeuten. Dieser einzigartige Name wurde nach den alten Überlieferungen dem Land unmittelbar nach seiner Entdeckung von Hotu Metua [Hotu Matua] gegeben und an die nachfolgenden Generationen unverändert weitergegeben. Für den einfältigen Polynesier ist dieser Name suggestiv, richtig und schön. Das Kind der Natur, das den vulkanischen Ursprung der Insel erkennt, kann im großen Vulkan Rana Roraka eine Ähnlichkeit mit dem menschlichen „te pito“ erkennen, in Bezug auf seine Form und die sanft abfallenden Seiten, die den flachen Krater umgeben. Dieselbe Vorstellung würde den majestätischen Vulkan Rana Kao am südwestlichen Ende als „te henua“ darstellen, in dessen Schoß der Embryo gezeugt wurde und dessen Lebensorgane die Steine und die Erde hervorbrachten, aus denen die Insel entstand.“

Die heute übliche Übersetzung des Namens Te Pito te Henua für die Steinkugel suggeriert, dass sie den Mittelpunkt der Insel (und damit der Welt der Rapanui) darstellt. Diese Interpretation dürfte aber nicht altüberliefert sein, denn tatsächlich war der Stein lediglich Bestandteil des Ahu Te Pito Kura.

## Interpretationen
Eine mündliche Überlieferung der Osterinsel besagt, die Steinkugel sei mit dem Stein identisch, den Hotu Matua von seiner Heimatinsel Hiva auf die Osterinsel gebracht habe.
Der Stein beeinflusst eine Kompassnadel, daher werden dem Ort von Esoterikern ungewöhnliche Eigenschaften zugesprochen. Gesteinsmagnetismus ist jedoch bei vulkanischen Gesteinen, insbesondere bei Basalten, ein häufiges und keineswegs übernatürliches Phänomen.
In dem Buch „Erinnerungen an die Zukunft“ von Erich von Däniken ist ein Foto aus den frühen 1960er Jahren abgebildet, das die Steinkugel in ihrer natürlichen Umgebung in der Nähe des Strandes, inmitten kleinerer, jedoch ansonsten gleicher Rollkiesel zeigt und nicht in ihrer heutigen Form und Anordnung. Er bezeichnet sie als „Götterei“ und betrachtet sie als „ursprünglich im Zentrum eines Sonnentempels gelegen“. Die Verehrung der Sonne als göttliches Wesen war aber zu keiner Zeit Gegenstand der Religion der Rapanui.

## Weitere Steinkugeln
Mehr oder weniger perfekte Kugeln, Ellipsoide oder Ovoide aller Größen sind an den Stränden der Osterinsel häufig. Sie formen sich auf natürliche Weise aus vulkanischen Bomben, die von der Brandung hin und her bewegt werden. Die Rapanui nutzten sie in ihren Ahu-Bauten für die Stützmauern, aber insbesondere als Zierelemente in der Pflasterung der Rampen (poro).
Von Menschenhand bearbeitete Steinkugeln traten bei Ausgrabungen in mehreren Ahu zutage. Eine kleinere, perfekt geformte Basaltkugel (19,5 cm Durchmesser) wurde hinter dem Ahu Nau Nau am Anakena-Strand entdeckt.:453 Der Archäologe William Mulloy fand bei Ausgrabungen am Ahu Huri a Urenga im Südwesten der Insel zwei Steinkugeln aus Basalt (5,4 und 7 cm Durchmesser), die offenbar durch Abschleifen an einer rauen Oberfläche, etwa einem Schleifstein, gefertigt wurden, so dass zahlreiche kleine Facetten wie beim Edelsteinschliff entstanden. Ihr Zweck ist unbekannt.
Eine andere Kugel (Durchmesser 16 cm) aus blasigem Basalt im Museo Nacional de Historia Natural in Santiago de Chile trägt zwei Makemake-Gesichter bzw. Makemake-Masken. Auf der Skulptur ist auf jeder Hälfte mit breiten Linien eine Maske graviert. Die Gesichter sind leicht asymmetrisch so platziert, dass ihre Scheitel sich etwas näher kommen als die Kinnladen. Die übergroßen Augen bestehen aus einem Ring mit eingetieften Höhlungen in der Mitte für die Pupillen. Woher das Artefakt stammt, ist nicht bekannt. Es wurde im Jahr 1937 von Pater Sebastian Englert dem Museum übergeben.

## Sonstiges
Den „Nabel der Welt“ als Darstellung des mythischen Mittelpunktes gab es in mehreren Weltkulturen und verschiedenen Jahrhunderten.
→ siehe: Nabel der Welt